# Sesta medaglia di Lionello d'Este
La sesta medaglia di Lionello d'Este fu realizzata in bronzo dall'artista italiano Pisanello nel 1444 e misura 10,1 cm di diametro. 

## Storia
Dopo aver coniato la celebre medaglia di Giovanni VIII Paleologo (1438), ristabilendo la tradizione di effigiare personaggi viventi come nelle monete dell'Impero Romano, Pisanello divenne molto richiesto dalle corti italiane, creando una ventina di medaglie. 
A Ferrara fu al servizio degli Este dal 1441 al 1444. Nel suo anno di arrivo fu al centro di una competizione artistica, secondo la testimonianza del poeta Ulisse degli Aleotti, con il pittore veneziano Jacopo Bellini. Entrambi dipinsero, su sollecitazione di Niccolò III d'Este, un ritratto di suo figlio Lionello. Ne uscì vincitore il Bellini, ma Pisanello restò comunque molto apprezzato a corte, tanto che Lionello gli commissionò ben sei medaglie. Il ritratto sul recto deriva sempre dal ritratto su tavola di Pisanello, mentre sul verso sono rappresentati numerosi motivi simbolici e araldici.  
La sesta e ultima medaglia per Lionello venne eseguita in occasione delle sue nozze con Maria d'Aragona nell'aprile del 1444, come chiarisce l'indicazione come "Genero del re d'Aragona".

## Descrizione
L'opera, dai chiari intenti celebrativi, è virtuosamente esente da una retorica troppo artificiosa, riuscendo a sottolineare l'autorità del personaggio con un misurato ricorso ad elementi decorativi.
Sul recto è effigiato di profilo Lionello d'Este in forma di busto fino alla spalla, girato a sinistra, con il tipico taglio di capelli senza basette e con una postura ben eretta, quale segno di nobiltà; indossa una ricca veste, molto simile a quella del Ritratto su tavola. Vi si legge in alto l'iscrizione GE[NER] R[EGIS] AR[AGONUM] (allusione alla sua nuova, prestigiosa parentela) e al centro LEONELLVS MARCHIO / ESTENSIS ("Leonello marchese d'Este").
Sul verso si vede un'allegoria del nuovo Stato di Lionello, in cui la forza sposa l'arte e l'armonia: un leone è davanti a un genietto alato, probabilmente Amore, che spiega un rotolo con note musicali per insegnare all'animale a cantare; sul fondo a sinistra si vede un'aquila appollaiata su un ramo secco che esce da uno sperone roccioso. Quasi al centro si erge un pilastro-stele, sul quale si trova l'impresa della vela spiegata e la data MCCCCXLIIII. A destra si legge la firma OPVS PISANI PICTORIS ("opera del pittore Pisan[ell]o"), mentre la parte alta è riempita da motivi floreali.